# Троицкий сельсовет (Курганская область)
Троицкий сельсовет — упразднённые административно-территориальная единица и муниципальное образование со статусом сельского поселения в Петуховском районе Курганской области Российской Федерации.
Административный центр — село Троицкое.

## История
Статус и границы сельского поселения установлены Законом Курганской области от 4 ноября 2004 года № 651 «Об установлении границ муниципального образования „Троицкий сельсовет“, входящего в состав муниципального образования „Петуховский район“».
Законом Курганской области от 20 сентября 2018 года N 90, в состав Петуховского сельсовета были включены все два населённых пункта упразднённого Троицкого сельсовета.

## Население
| 1989 | 2002 | 2004 | 2010 | 2012 | 2013 | 2014 |
| ---- | ---- | ---- | ---- | ---- | ---- | ---- |
| 456  | ↘443 | ↗476 | ↘347 | ↘320 | ↘304 | ↘279 |
| 2015 | 2016 | 2017 | 2018 | 2019 |      |      |
| ↗283 | ↘255 | ↗260 | ↘249 | ↘241 |      |      |

## Состав сельского поселения
| № | Населённый пункт | Тип населённого пункта       | Население |
| - | ---------------- | ---------------------------- | --------- |
| 1 | Казанцевское     | деревня                      | ↘96       |
| 2 | Троицкое         | село, административный центр | ↘251      |